# The Master Mind
The Master Mind è un film del 1914 diretto da Oscar Apfel (come Oscar C. Apfel) e da Cecil B. DeMille (il cui nome però non appare accreditato nei titoli). La sceneggiatura si basa sull'omonimo lavoro teatrale di David Daniel Cohen andato in scena a Broadway il 17 febbraio 1913. L'attore Edmund Breese riprese per lo schermo il ruolo che aveva portato al successo in teatro nel ruolo del protagonista.
Prodotto e distribuito dalla Jesse L. Lasky Feature Play Company, il film uscì nelle sale statunitensi l'11 maggio 1914. Nel 1920, la storia venne riadattata per lo schermo con un altro The Master Mind, film che fu diretto da Kenneth S. Webb e interpretato da Lionel Barrymore nel ruolo del titolo.

## Trama
Da bambino, Richard è stato rapito da un domestico che vuole vendicarsi così dei padroni, allevando il loro figlio come un ladro. Da adulto, Richard diventa un ladro gentiluomo conosciuto come Master Mind. Ritrova dopo i tanti anni in cui hanno vissuto separati il fratello Henry. Ma la loro felicità dura poco: Henry viene condannato a morte per aver ucciso un rivale in amore e viene giustiziato. Richard, per vendicarne la morte, convince Lucine, una sua complice nota nel giro con il nome di "Three-Arm Fanny", a sedurre il pubblico ministero che lui ritiene colpevole della morte del fratello. Deciso a ucciderlo, Richard ritorna sulla sua decisione in seguito alle preghiere di Lucine, che si è veramente innamorata dell'uomo che ha sposato. Richard allora scioglie la sua banda e scompare nel nulla. Il procuratore vince le elezioni ed è eletto governatore.

## Produzione
Il film fu prodotto dalla Jesse L. Lasky Feature Play Company.

## Distribuzione
Il copyright del film, richiesto dalla Jesse L. Lasky Feature Play Co., fu registrato l'8 maggio 1914 con il numero LU2655. Il film uscì nelle sale cinematografiche degli Stati Uniti l'11 maggio 1914.
Non si conoscono copie ancora esistenti della pellicola che viene considerata presumibilmente perduta.